# Juruva
Juruva ou udu é o nome comum dado às aves coraciformes da família Momotidae, características de mata virgem. Em território brasileiro ocorrem os gêneros Baryphthengus, Electron e Momotus, o primeiro com duas espécies e o segundo com uma só, formando cinco subespécies. Cantam ao amanhecer e ao anoitecer; duas das penas medianas da cauda são longas, com porção subapical desprovida de barbas, cortadas pela própria ave, que assim se enfeita; dorso verde ou oliváceo, com outros matizes no corpo; alimentam-se de insetos. Também é chamada de jeruva, jiriba, pirapuia, pururu, taquara, jacu-taquara, siriú, siriúva, udu, uritutu e formigão.

## Espécies brasileiras
- Udu-coroado, Momotus momota
- Juruva-ruiva, Baryphthengus martii
- Juruva-verde, Baryphthengus ruficapillus
- Udu-de-bico-largo, Electron platyrhynchum

## Géneros
- Aspatha
- Baryphthengus
- Electron
- Eumomota
- Hylomanes
- Momotus